# Godoy Cruz
Godoy Cruz é uma cidade da Argentina, localizada na província de Mendoza.
Sua população de acordo com o censo de 2010 é de 191.903 habitantes.